# カビール人
カビール人（カビールじん、カビル語: Izwawen、Leqbayel もしくは Iqbayliyen、 発音 [iqβæjlijən]、アラビア語: القبائل、al-qabā'il）は、アルジェリア北部のカビーリアのベルベル人先住民族で、首都アルジェの約100 km東のアトラス山脈周辺に居住している。カビール人はアルジェリアにおけるベルベル語話者グループ中で最大の人口を持ち、北アフリカでは2番目の人口となっている。
多くのカビール人がアルジェリア内戦、中央アルジェリア政府による文化的抑圧、全体的な産業衰退などの要因の影響を受けて、アルジェリアから他へ移住している。移住者の大多数はフランスに、一部はカナダ (特にケベック州) およびアメリカに定住している。
カビール人の言語はカビル・ベルベル語である。 1980年のベルベルの春以来、アルジェリアでのベルベル語公認要求がカビール人によって主張されていた。

## 語源
「カビール」(カビル語: Iqbayliyen) の語は外名であり、これはアラビア語で「部族」や「従う」といった意味のقبائل (qaba'il) の転訛したものである。この語自体はイスラム帝国がマグリブを征服 (en:Muslim conquest of the Maghreb) した際に「クルアーンに従」った程度の意味から発している。この語は現代でも山地周辺に居住するカビール人に限らない部族を指す言葉として一部の人々から使われている。
カビール人に限定するときに特に用いられる語は "Zwawa" (カビル語: Izwawen、アラビア語: زواوة) である。この呼称は大カビーリア山地における部族を指す言葉として中世に現れ、イブン・ハルドゥーンなどがその著書において記述した。フランスによるアルジェリア侵略以後、カビル語がフランス領アルジェリア内で広く用いられていたこともあり、フランス人などはしばしば「アラブ」と「カビール」とを混同した。フランス統治初期には「カビール人」はベルベル人全体を指していたが、後には現代における用法と一致するようになった 。それでもなお "Zwawa" の語はカビール人を指す語として現代でも主にアルジェリア西部などにおいて用いられている
。

## 歴史
カビール人はカルタゴ、ローマ帝国、ヴァンダル王国、ビザンツ帝国、オスマン帝国による支配下に置かれた北アフリカにあって独立を保った数少ない集団の一つである。
アラブ人による征服の後にもカビール人はその居住地域に留まっていた。

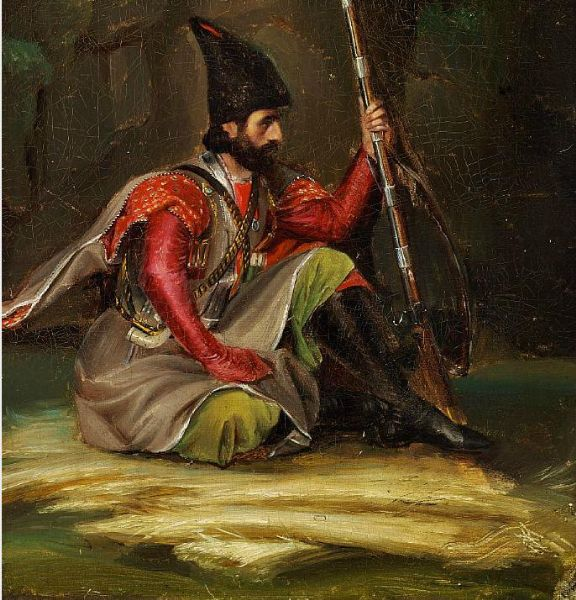
『座ったカビール人』マーティヌス・ラービュー

オスマン帝国による北アフリカ統治下において、カビール人は外部の支配から比較的独立していた。彼らはクク王国、アイト・アッバス王国、アイット・ジュバル公国など主に3つの異なる王国に住んでいた。  この地域は、激しい抵抗にもかかわらず、1857年に植民地化され、フランス人へ徐々に引き継がれた。 Lalla Fatma n Soumerのような指導者たちは、1871年にMokraniの反乱が起こった後も抵抗をし続けた。 

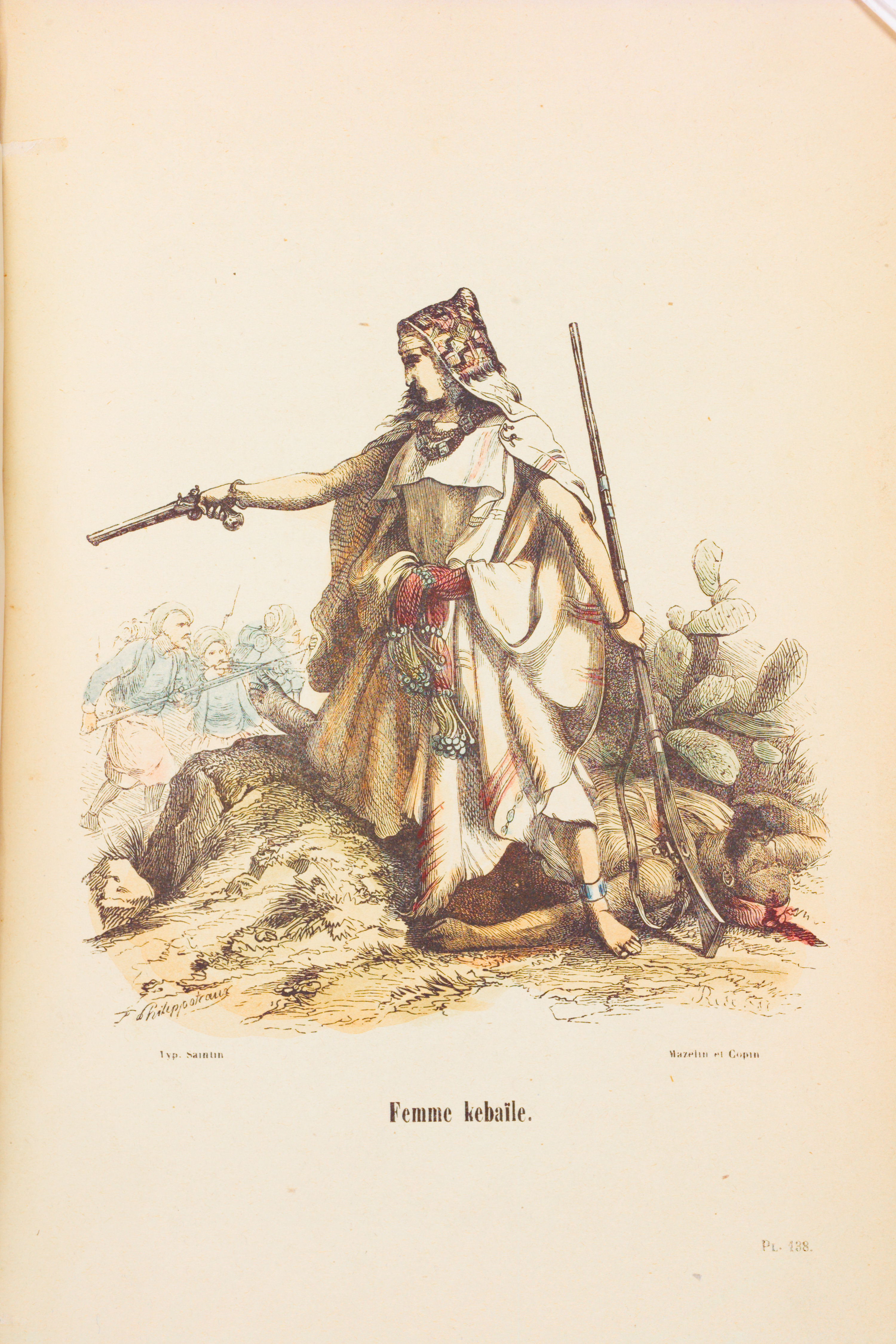
ララ・ファットマ・ヌズーマーのタリーカは、フランスの植民地化後1851年から1857年の反乱を導く。

フランスの当局者は、より手に負えない部族から多くの土地を没収し、それをピエ・ノワールとして知られるようになったフランス人入植者に付与した。 この期間中、フランス人は多くのカビル人を逮捕し主にニューカレドニアに流刑した （「 太平洋のアルジェリア人 」を参照）。 フランスの植民地化により、多くのカビルはアルジェリアの内外に移住。  時間が経つにつれて、移民労働者がフランスに押し寄せる。 
1920年代、フランスのアルジェリア人移民労働者は、独立を促進する最初の政党を組織した。 Messali Hadj 、 Imache Amar 、 Si Djilani 、およびBelkacem Radjefは、1930年代にフランスとアルジェリア全体で急速に強い支持を築きました。 彼らは独立したアルジェリアのための戦いに不可欠となった過激派を設立。第二次世界大戦後に広まった。 
アルジェリアが1962年に独立した後、カビル人と中央政府の間で何度か緊張が生じた。 1962年7月、 FLN （国民解放戦線）は団結するのではなく分裂。 実際、独立に貢献した多くの俳優は力を分け合うことを望んでいたが、 アーメド・ベン・ベラが加わったウアリ・ブーメディエンが指揮するALN （国民解放軍）はその軍事力のために優勢だったという。 
1963年、 ホシーン・アイット・アーメドの FFS党は、 FLNの権威に異議を唱えた。 AITアーメドなどが率いる中央政府と考えるベン・ベラが権威で、9月に3 回目 1963 FFS （社会主義軍フロントが）によって作成されたホシーン・アイット・アーメド   の党は政権に対して人々を再編成し、その宣言の数日後、 ベン・ベラは反乱を抑圧するためにカビリーに軍隊を送る。 モハン・ウエルハジ大佐も、 モウジャヒディンが本来のように扱われなかったと考えたため、 FFSとマキに参加した 。 当初、FFSは政府との交渉を望んでいたが、合意に至らなかったため、マキ党は武器を取り上げ、民主主義の原則と正義がシステムの一部である限り、その代表者はとめないことを誓う。 しかしMohand Ouelhadjの亡命後、AITアーメドは動きを維持する可能性を示唆、後にFLNの政府の正当性を強化、1964年4月16日の会議で、彼は1964年10月に逮捕された。 結果として、1965年の暴動は失敗。なぜなら、それはHouari Boumedieneが指揮したALNの勢力によって大いに抑圧されたからで 1965年、 アイット・アーメドは死刑判決を受けたが、後にベン・ベラによって赦免された。 約400人の死者がマキ族であった。  
1980年、抗議者はカベルで数ヶ月のデモを行い、ベルベル語を公用語として認めることを要求。この期間はベルベル人の春と呼ばれ 1994年から1995年にかけて、カビルは「スクールバッグのストライキ」と呼ばれる学校のボイコットを実施。 1998年6月と7月、歌手Matoub Lounesの暗殺とすべての分野でアラビア語の使用を要求する法律の可決の後、暴力的な出来事で抗議した。 
2001年4月（ブラックスプリングと呼ばれる）に続く月に、 ジェンダームによって若いカビルであるマシニッサゲルマーが殺された後、カビルの中で大きな暴動が発生。 同時に、組織化された活動は、 アラウシュと新伝統的な地方議会を生み出した。 KabyleがAbdelaziz Bouteflika大統領からいくつかの譲歩を獲得した後、抗議は徐々に鎮静した。 
2016年1月6日、タマジトはアルジェリアの憲法でアラビア語と同等の言語として公式に認められた。 

## 地理

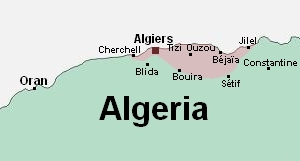
アルジェリアのカビル集落の地域

カビル地域の地理は、人々の歴史において重要な役割を果たした。 Tizi Ouzou州とBejaia州の困難な山岳風景は避難所として機能し、ほとんどのKabyleの人々は占領下、そこへ逃げた。 彼らは、他の文化的影響からこのように隔離して、文化遺産を保存することができた。 
この地域は、地元の王朝（ヌミディア、クタマ時代のファティマ、ジリド、ハマディッド、ベジャイアのハフシド）またはアルジェリアの現代ナショナリズムと独立戦争を支援。 この地域はさまざまな征服者によって繰り返し占領されていた。 ローマ人とビザンチン人は、古代の時代に主要道路と谷を制御し、山（Mont ferratus）を避けた。  イスラム教の広がりの間に 、アラブ人は平原を支配したが、すべての国土ではなかった（彼らはエル・アドゥアと呼ばれていた  ：カビルによる敵の意）。 
オスマン帝国の影響下にあるアルジェのリージェンシーは 、人々（アムラウアのマクフゼン部族、およびマラバト）に間接的な影響を与えようとした。  
フランス人は徐々にそして完全にこの地域を征服し、直接の管理を確立した。 

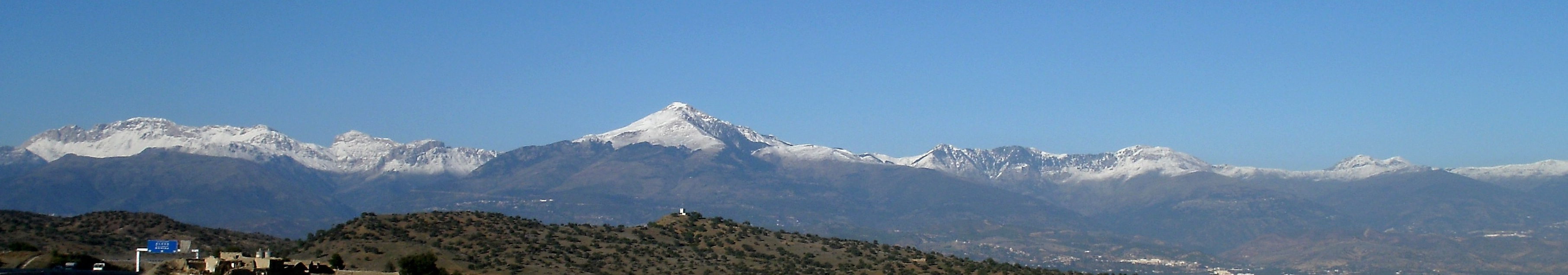
ジュルジュラチェーン

カビリアの地形図。

重要なカビル語圏の人口は、アルジェリア州を含むTizi Ouzou 、 ベジャイアとBouira で大多数であり、同様にBoumerdes 、 セティフ 、 ボルジボウArreridj 、およびジジェル などに。 
アルジェはまた、首都の人口の半分以上を占めるカビルがかなりの人口を抱えている。 
カビル地域は、アラビア語を話す人々からはアル・カバイエル （「部族」）と呼ばれ、フランス語ではカビリーと呼ばれている。 その先住民は、それをタムルト・イドゥラル （「山地」）またはタムルト・イクバイリエン / タムルト・イクバイリエン （「ランド・オブ・ザ・カビル」）と呼ぶ。 アトラス山脈の一部であり、地中海の端に位置している。 

### 言語
カビル語 か、アフロ・アジアの家族は ベルベル語。 第二言語と第三言語として、多くの人がアルジェリアのアラビア語 、 フランス語 、そしてある程度は英語を話す。 
彼らの歴史では最初の数世紀の間に、ティフィナグ文字の筆記システムを使用。 19世紀の初めから、フランスの影響下で、カビルの知識人はラテン文字を使用し始めた。 それは現代のベルベルラテン・アルファベットの基礎であった。 
アルジェリアの独立後、一部の活動家は古いティフィナ文字を復活させようとした。 Tifinaghのこの新しいバージョンはNeo-Tifinaghと呼ばれているが、その使用はロゴなどに限定されている。 Kabyle文学はラテン文字で書かれ続けている。 

### 宗教
Kabyleの人々は主にイスラム教徒であり、少数のキリスト教の少数派。  多くのザウイアが地域全体に存在。 ラーマニーヤは最も多産。 
カビル出身のカトリック教徒は一般的にフランスに住んでおり、フランス人との混血の結果である。 最近、プロテスタントのコミュニティは、特に福音派の間で著しい成長を遂げた。  

## 経済
この地域の伝統的な経済は、 樹木園芸 （ 果樹園とオリーブの木 ）と工芸産業（ タペストリーまたは陶器 ）に基づいている。 山と丘の耕作は徐々に地元の産業（繊維と農作物）に取って代わりつつある。 20世紀半ば、カビルディアスポラの影響と資金提供により、この地域で多くの産業が発展。 アルジェに次いで、この国で2番目に重要な工業地域になっている。 

## ディアスポラ
歴史的および経済的な理由から、多くのカビル人は仕事と政治的迫害から逃れるためにフランスに移住している。 彼らの数は現在約100万人。   一部の著名なフランス人は、完全または部分的にカビル家系。 mtalssaやibdarsenなど、モロッコのリフの一部の部族は、その起源をカビリーまでたどることができる。 

## 注目すべき人々

### スポーツ界
- カリム・ベンゼマ
- ナビル・ギラス
- サミール・ナスリ
- カリム・ジアニ
- ジネディーヌ・ジダン

### ビジネス界
- イサド・レブラブ
- アリ・ハダッド

### エンターテインメント
シネマ
- イザベル・アジャーニ
- マメド・アレスキ
- ダニーブーン
- フェラグ
- サミー・ナセリ
- マリー・ホセ・ナット
- ダニエル・プレボスト
- ジャック・ヴィルレ
- 沢尻 エリカ

音楽
- アイディル
- マトブルーネス
- スアドマッシ
- マルセル・ムールージ
- シニク
- DJスネーク
- ソフィアン
- YL

### 作家
- ジャン・アルムーシュ（フランス語版）[29]
- ムールード・フェラウン[30]
- ムールード・マムリ[31]

## 遺伝学
Arredi等による研究。 （2004） Tizi Ouzou州からの1つのKabyle人口の間の系統の頻度を含む。 
- MtDNA Haplogroupsは、母親からのみ継承され、次の頻度で見つかりました。H （32.23％）主にH1とH3。 U * （29.03％、17.74％U6）、古代のイベロマウルシア標本に見られる; preHV（3.23％）; preV（4.84％）; V （4.84％）; T * （3.23％）; J * （3.23％）; L1 （3.23％）; L3e （4.84％）; X （3.23％）; M1 （3.23％）; N （1.61％）およびR （3.23％）。